# ショーン・パイフロム
ショーン・パイフロム（英語: Shawn Caminiti Pyfrom, 1986年8月16日 - ）は、アメリカ合衆国フロリダ州タンパ出身の俳優。

## 来歴
7歳の時、家族でロサンゼルスに移住する。兄のクリスと妹がいる。
2000年にハーレイ・ジョエル・オスメント主演の映画『ペイ・フォワード 可能の王国』に出演し、2004年から放送を開始したテレビドラマ『デスパレートな妻たち』に出演した。マーシア・クロス演じる主人公の一人ブリー・バン・デ・カンプの息子、アンドリュー・バン・デ・カンプ役として、ずる賢く、母親との関係に苦悩するティーンエイジャーを見事に演じ、注目を集めた。2006年にはティム・アレン主演の映画『シャギー・ドッグ』にも出演したほか、『シカゴ・ホープ』『NIP/TUCK マイアミ整形外科医』『マルコム in the Middle』などの人気シリーズにもゲスト出演している。
2014年、フィリップ・シーモア・ホフマンの死を受けて、自身も薬物依存だったことを告白した。

## 主な出演作品

### 映画
| 公開年 | 邦題 原題                                                                             | 役名                | 備考       |
| ------ | ------------------------------------------------------------------------------------- | ------------------- | ---------- |
| 1998   | 乱気流/エアクラッシュ A Wing and a Prayer                                             | ジャスティン        | テレビ映画 |
| 1999   | グリフィルキン/おとぼけ悪魔氷上バトル H-E Double Hockey Sticks                        | ルイス              | テレビ映画 |
| 1999   | 人気家族パートリッジ/スターはつらいよ! Come On, Get Happy: The Partridge Family Story | ダニー              | テレビ映画 |
| 2000   | ペイ・フォワード 可能の王国 Pay It Forward                                            | ショーン            |            |
| 2006   | シャギー・ドッグ The Shaggy Dog                                                       | トレイ              |            |
| 2013   | リンカーンを殺した男 Killing Lincoln                                                  | ジョン・W・ニコルズ | テレビ映画 |

### テレビシリーズ
| 公開年    | 邦題 原題                                                         | 役名                           | 備考          |
| --------- | ----------------------------------------------------------------- | ------------------------------ | ------------- |
| 1998      | シカゴ・ホープ Chicago Hope                                       | ジョナ・ボイド                 | 1エピソード   |
| 2002      | マルコム in the Middle Malcolm in the Middle                      | エディ                         | 1エピソード   |
| 2001-2003 | Stanley                                                           | ライオネル・グリフ             | 13エピソード  |
| 2004      | NIP/TUCK マイアミ整形外科医 Nip/Tuc                               | トレヴァー・ヘインズ           | 1エピソード   |
| 2004      | パパにはヒ・ミ・ツ 8 Simple Rules... for Dating My Teenage Daught | ジェイク                       | 1エピソード   |
| 2004-2012 | デスパレートな妻たち Desperate Housewives                         | アンドリュー・バン・デ・カンプ | 113エピソード |
| 2009      | CSI:マイアミ CSI: Miami                                           | ダニエル・バージェス           | 1エピソード   |
| 2012      | リゾーリ&アイルズ ヒロインたちの捜査線 Rizzoli & Isles            | ブラッドレー・パルマー         | 1エピソード   |